# Na linii ognia
Na linii ognia (ang. In the Line of Fire) – amerykański dramat z 1993 w reżyserii Wolfganga Petersena.
Agent amerykańskich służb specjalnych Frank Horrigan (Clint Eastwood) był członkiem ochrony osobistej prezydenta Kennedy’ego w czasie zamachu w Dallas. 30 lat później natrafia na ślad psychopaty (John Malkovich), przygotowującego zamach na urzędującego prezydenta Stanów Zjednoczonych.

## Obsada
- Clint Eastwood jako Frank Horrigan
- John Malkovich jako Mitch Leary
- Rene Russo jako Lilly Raines
- Dylan McDermott jako Al D’Andrea
- Gary Cole jako Bill Watts
- Fred Thompson jako Harry Sargent
- John Mahoney jako Sam Campagna
- Gregory Alan Williams jako Matt Wilder
- Jim Curley jako prezydent
- Tobin Bell jako Mendoza
- Steve Hytner jako Tony Carducci, agent FBI
- John Heard jako profesor Riger

## Nagrody i nominacje[1][2]
Oscary za rok 1993
- Najlepszy scenariusz oryginalny - Jeff Maguire (nominacja)
- Najlepszy montaż - Anne V. Coates (nominacja)
- Najlepszy aktor drugoplanowy - John Malkovich (nominacja)

Złote Globy 1993
- Najlepszy aktor drugoplanowy - John Malkovich (nominacja)

Nagroda BAFTA 1993
- Najlepszy scenariusz oryginalny - Jeff Maguire (nominacja)
- Najlepszy montaż - Anne V. Coates (nominacja)
- Najlepszy aktor drugoplanowy - John Malkovich (nominacja)

Nagrody Saturn 1993
- Najlepszy aktor drugoplanowy - John Malkovich (nominacja)